# Piet Meiners

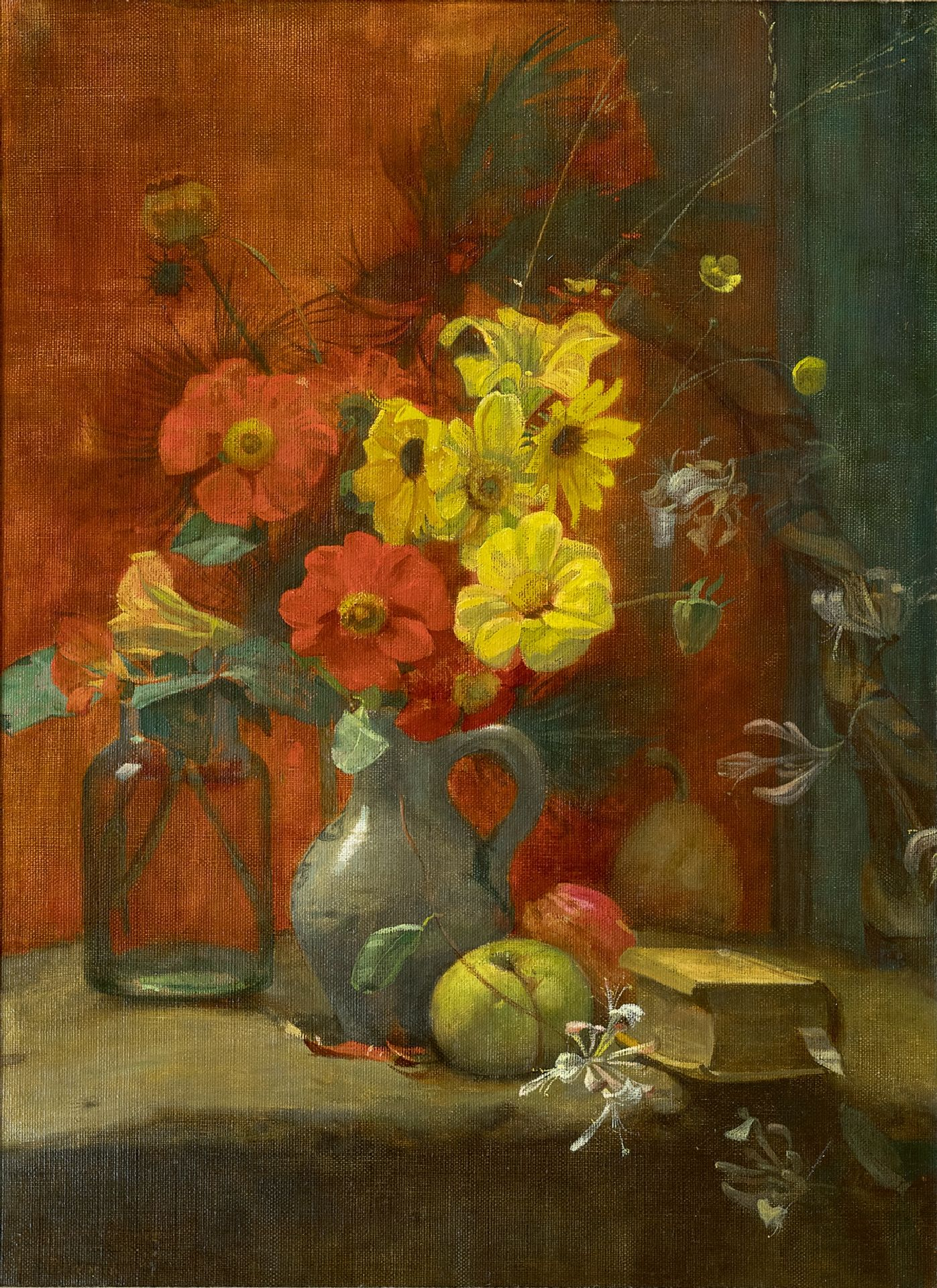
Blumenstillleben

Piet Meiners (* 1. November 1857 in Oosterbeek; † 15. Oktober 1903 in Lage Vuursche in der Gemeinde Baarn) war ein niederländischer Maler, Radierer, Zeichner und Aquarellist.
Er wurde von seinem Vater Claas Hendrik Meiners (und vermutlich auch von Barend Leonardus Hendriks (1830–1899)) in Arnhem unterrichtet und studierte an der Rijksakademie van beeldende kunsten in Amsterdam unter der Leitung von August Allebé und von 1881 bis 1882 an der Koninklijke  Academie voor Schone Kunsten van Antwerpen.
Meiners lebte und arbeitete in Arnhem, Amsterdam 1876 (vorübergehend Antwerpen 1881–1882), Arnhem (kurz in Doesburg ± 1885) und nach 1896 im Dorf Lage Vuursche.
An der Amsterdamer Rijksakademie traf er Willem Witsen (1860–1923) und Willem Bastiaan Tholen (1860–1931). Auf Drängen dieser Künstlerfreunde fand im Mai 1903 seine erste Einzelausstellung im Rotterdamer Kunstkreis statt. Als Vertreter der romantischen Schule fertigte er neben Gemälden und Zeichnungen (einschließlich Aquarellen) auch Radierungen an. Themen waren Stillleben, Winter-, Fluss- und Polderlandschaften sowie Tierdarstellungen und Stadtansichten. Sein Atelier befand sich auf dem Anwesen der Familie Witsen in der Ewijckshoeve bei Lage Vuursche.
1903 kam er bei einem tragischen Unfall ums Leben, als er im Dunkeln mit dem Fahrrad gegen einen Baum schlug und bewusstlos ins Wasser fiel.
Das Museum Veluwezoom hat Werke von Meiners in seiner Sammlung.